# Alcis euryzona
Alcis euryzona là một loài bướm đêm trong họ Geometridae.